# Nilea subglabra
Nilea subglabra là một loài ruồi trong họ Tachinidae.